# Parc national du Harz
Le parc national du Harz (en allemand : Nationalpark Harz) est un parc national d'Allemagne qui s'étend sur 247 km2 (24 700 hectares) couvrant deux Lands au sud-est de la Basse-Saxe et à l'ouest de la Saxe-Anhalt. Il comprend environ 10 % de la superficie totale du Harz autour du Brocken, point culminant de ce massif. Le parc est reconnu par l'UICN (catégorie II) et est inscrit au réseau Natura 2000 de l'Union européenne.
Une grande partie du parc est couverte de vastes forêts d'épicéas et de hêtres. Il existe par ailleurs des hauts-marais, ainsi que des falaises granitiques et des ruisseaux de montagne façonnent le paysage.

## Géographie

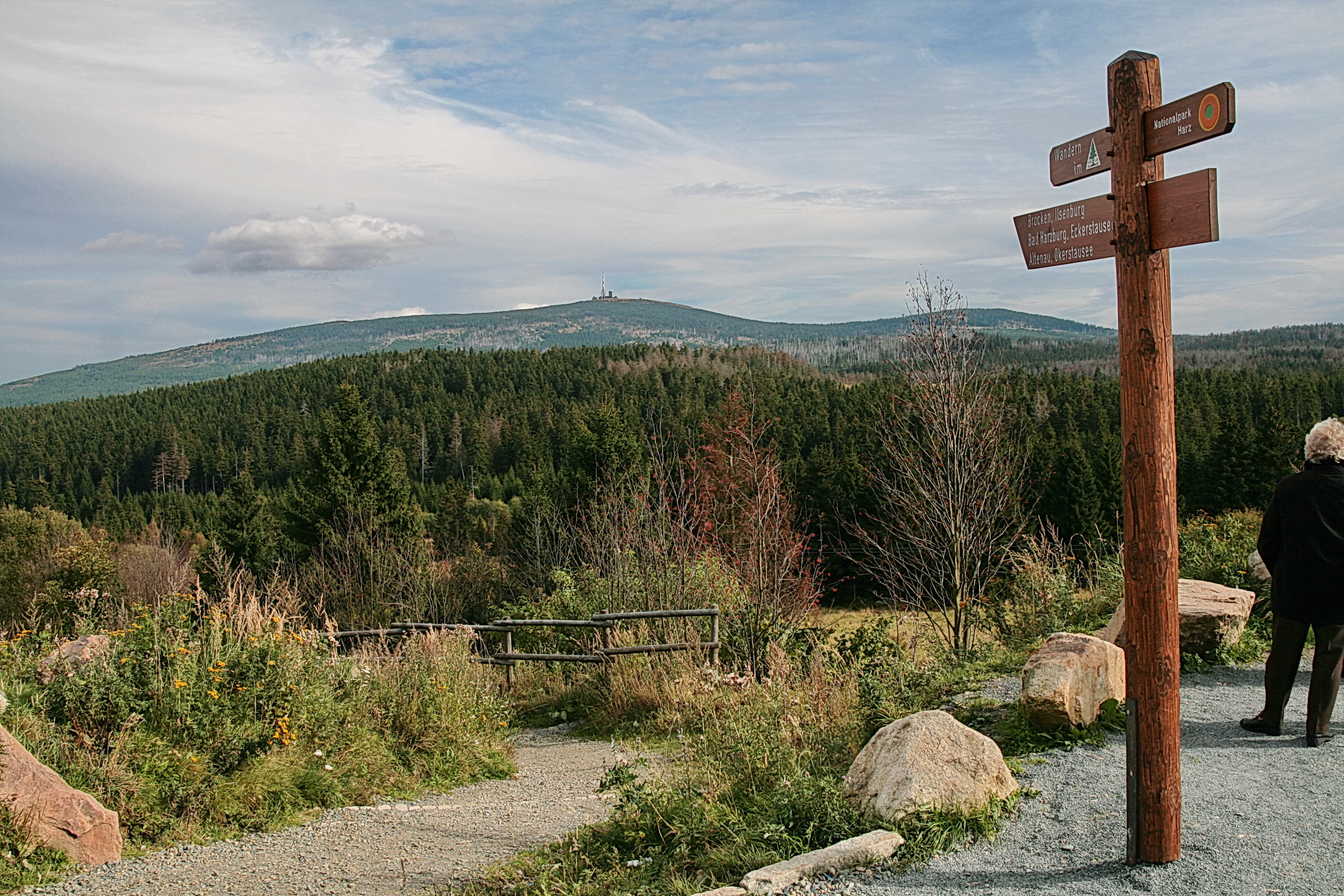
La vue depuis Torfhaus sur le Brocken, point culminant du parc.

Le parc est né de la fusion le 1er janvier 2006 par la réunion de l'ancien parc national du Harz en Basse-Saxe (15 800 hectares, créé en 1994) avec l'ancien parc national du Haut-Harz en Saxe-Anhalt (8 900 hectares, créé en 1990). Par cette fusion on a accompli l'unification d'un territoire jadis divisé par la frontière interallemande. Aujourd'hui, le parc national, notamment le sommet du Brocken et les trains de la Brockenbahn, est une destination touristique très populaire, accueillant des millions de visiteurs chaque année.
Le périmètre du parc national se trouve dans la partie haute occidentale de la montagne. Il s'étend de Herzberg à la pointe sud des montagnes jusqu'à Bad Harzburg et Ilsenburg sur les pentes septentrionales. Il inclut des parties des arrondissements de Goslar, Göttingen et Harz. Son altitude est comprise entre 230 et 1141,1 m (le point culminant étant le sommet du Brocken au-dessus de la limite des arbres). Le paysage de montagne abrite les sources de nombreux fleuves comme la Bode, l'Ilse et l'Oder.

## Flore et faune
96 % de sa superficie est couverte de forêts, essentiellement d'Épicéa communs et de Sorbiers des oiseleurs (Sorbus aucuparia L.), alors que des forêts de feuillus (des hêtraies en particulier) grandissent jusqu'à une altitude de 750 mètres. Au vu des conditions climatiques rudes, le parc ne compte pas moins de six zones de végétation différentes, avec des écosystèmes proches de leur état naturel primitif, tels que tourbières hautes ou biotopes rocheux. Des problèmes écologiques s'imposent par les pluies acides, la prolifération de scolytes et, plus récemment, les dommages causés par les tempêtes comme Kyrill en 2007.

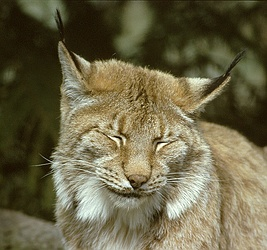
Lynx boréal.

Le parc accueille des animaux rares comme les cincles, la cigogne noire, le faucon pèlerin, le chat forestier et surtout le Lynx boréal. Ce dernier avait localement disparu des monts du Harz au début du XIXe siècle, et ce n'est qu'en 1999 et grâce à un projet de réintroduction qu'il put regagner cette partie de son territoire. Plusieurs tentatives de réintroduction du Grand Tétras entrepris depuis 1978 se sont avérées peu concluantes. Les espèces d'ongulés importantes pour la sylviculture sont le chevreuil et le cerf élaphe. Des espèces envahissantes sont le raton laveur et aussi le chien viverrin.

### Galerie

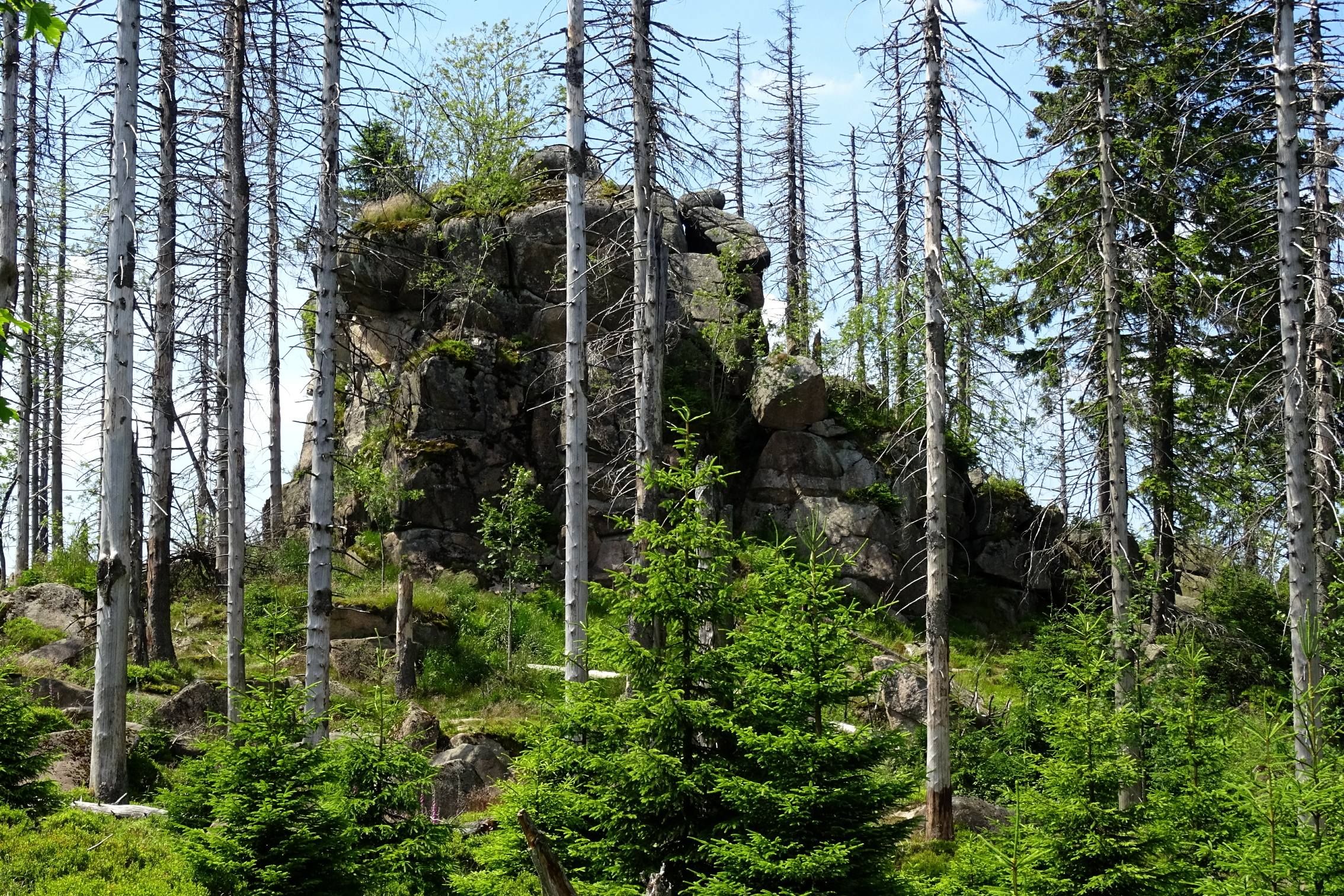
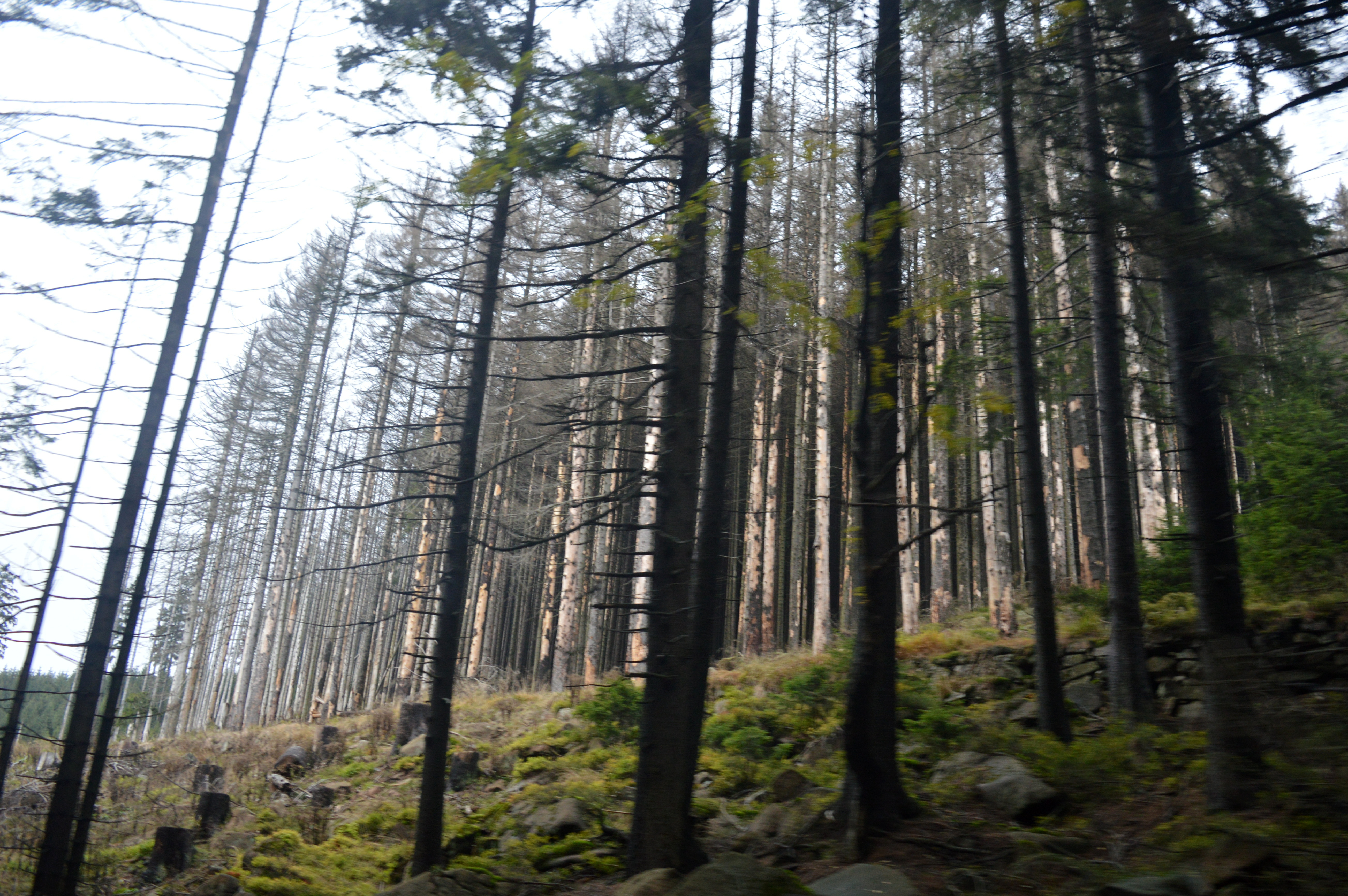
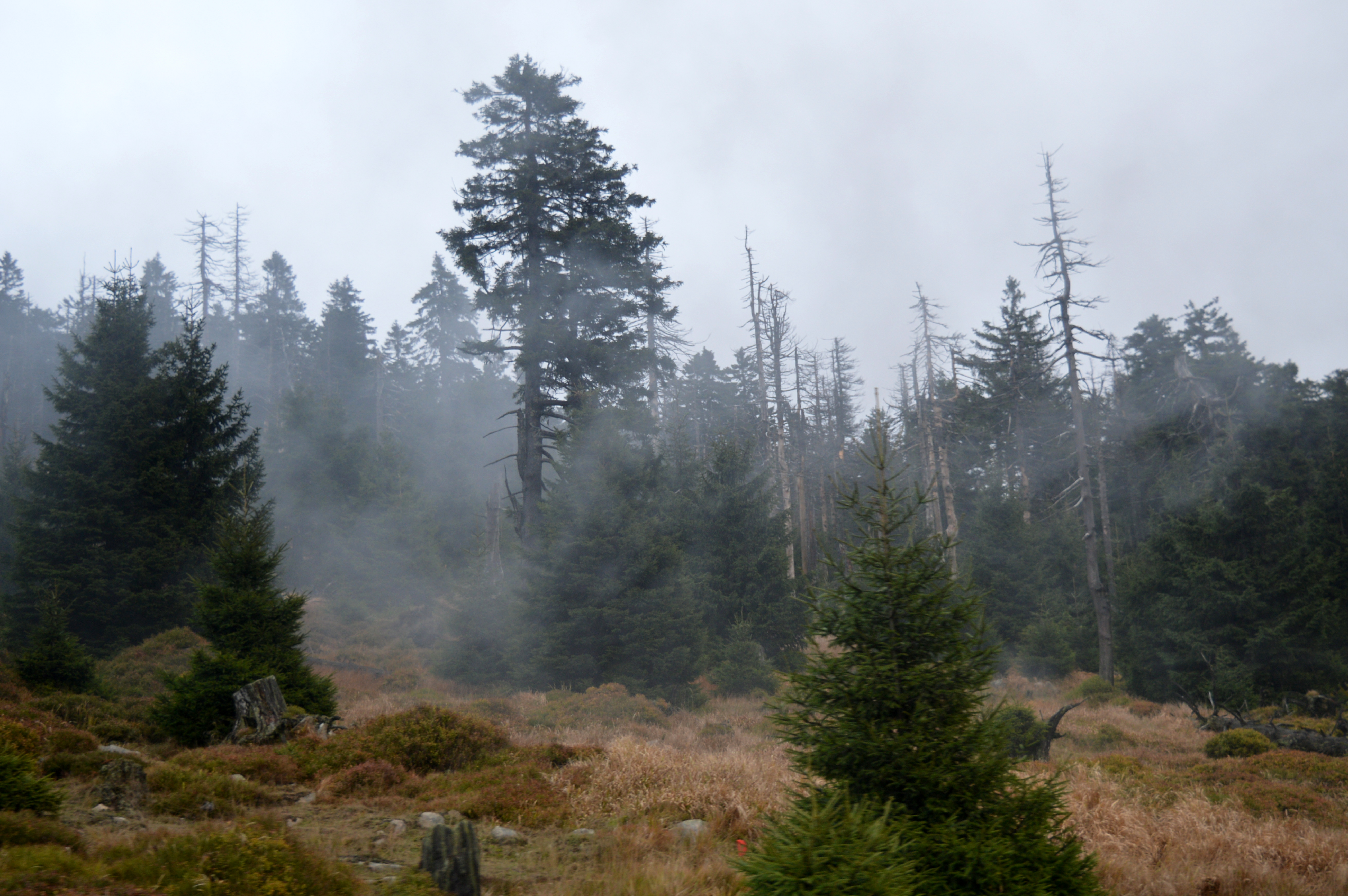
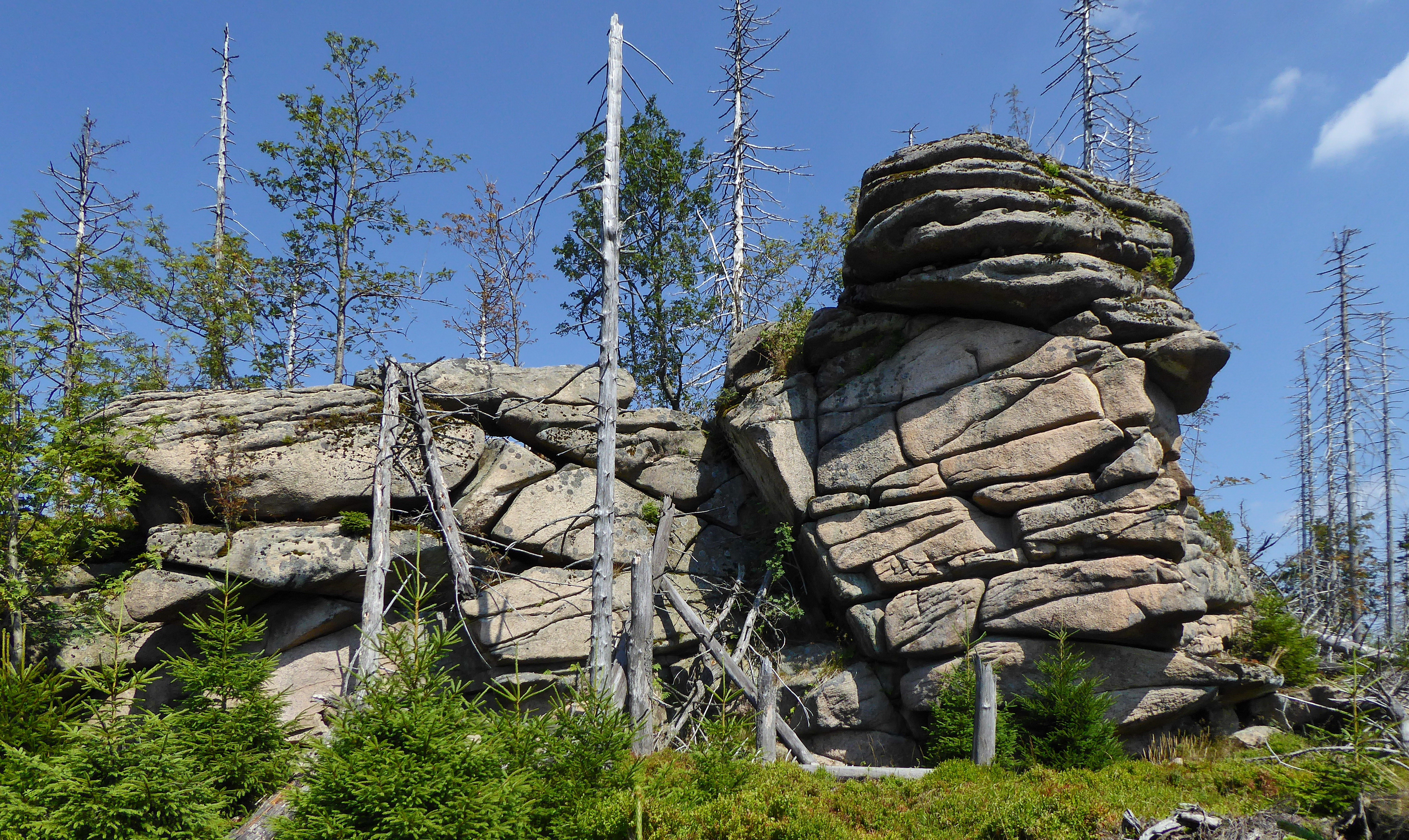
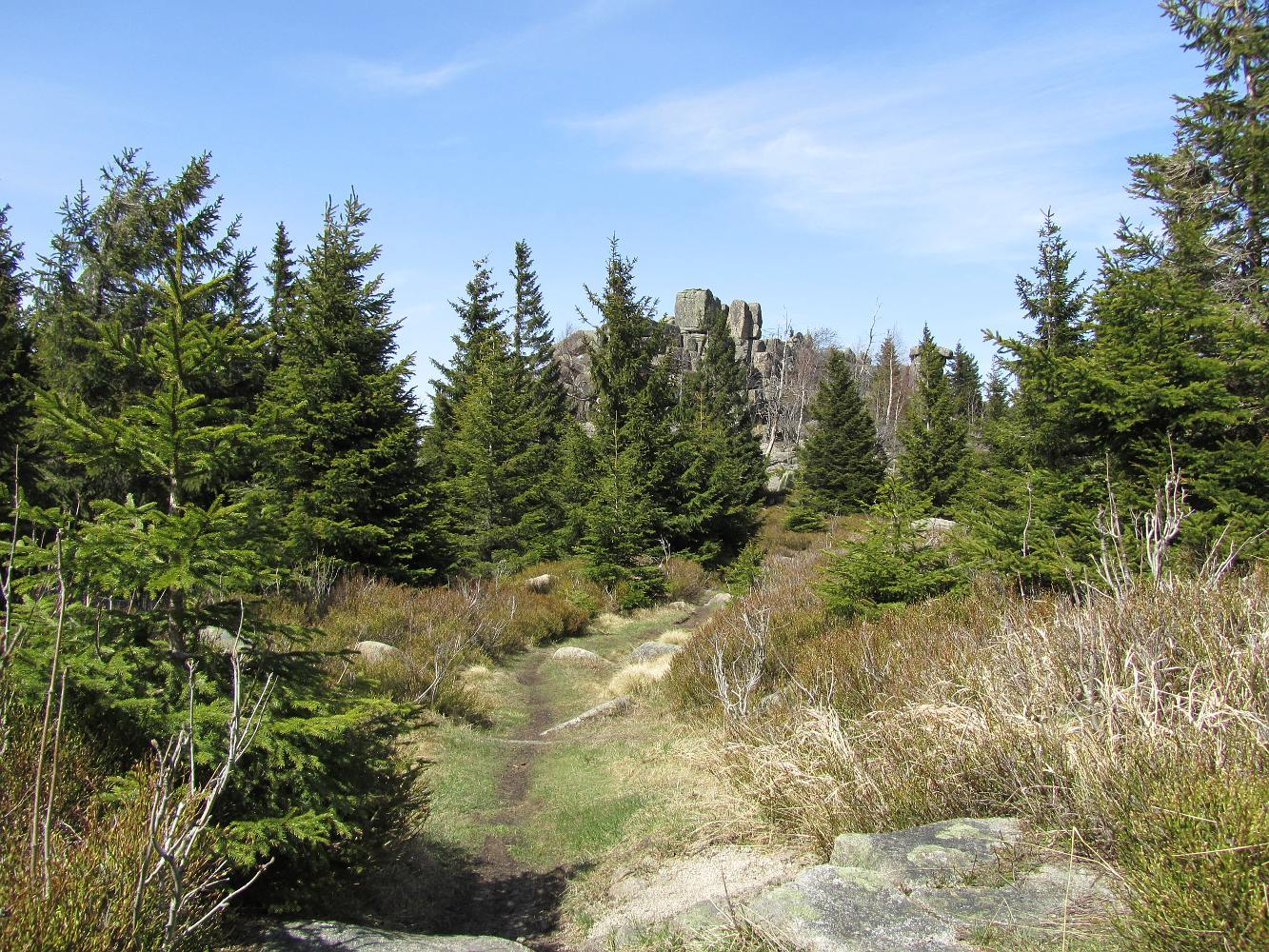
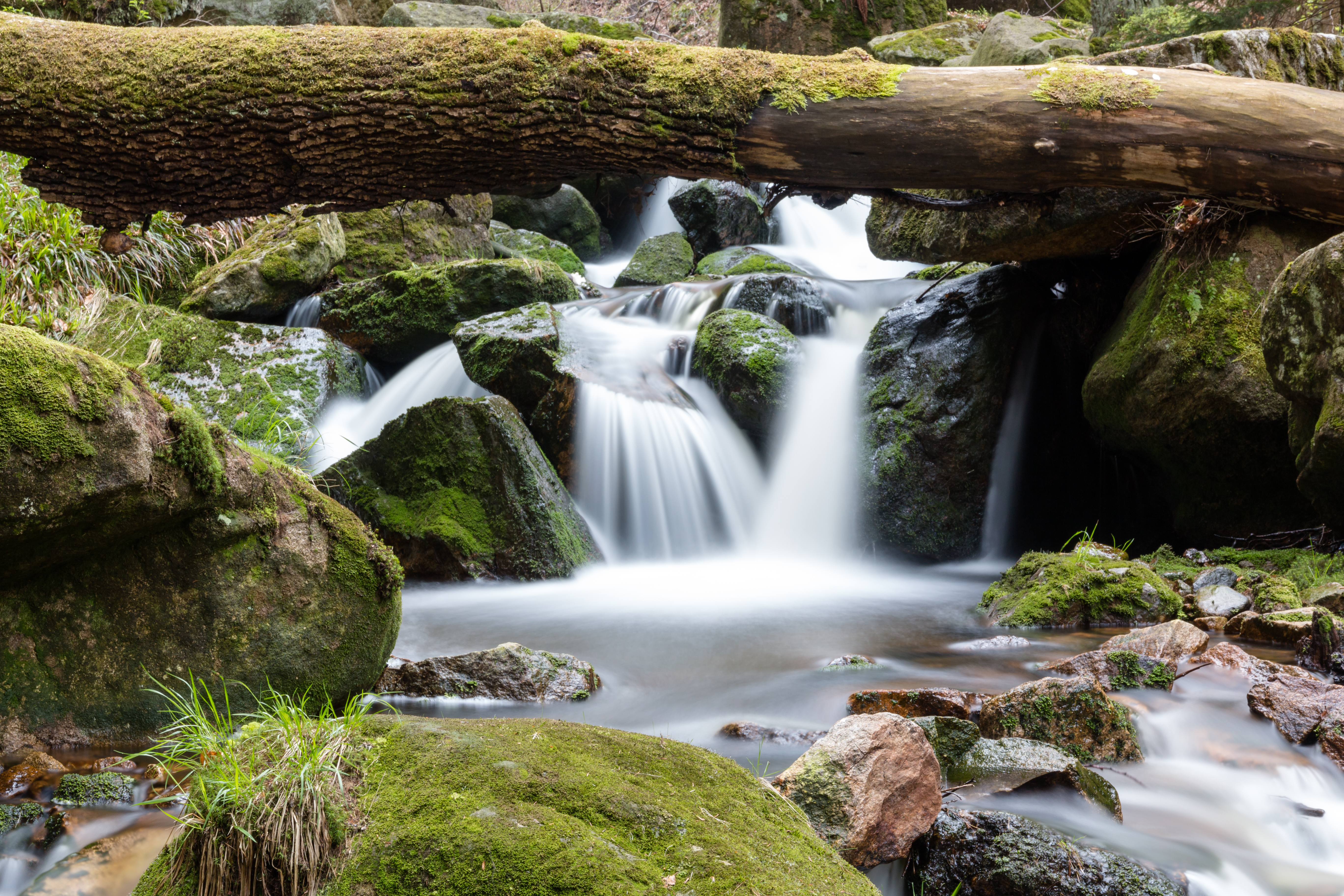

## Source
- (en) Cet article est partiellement ou en totalité issu de l’article de Wikipédia en anglais intitulé « Harz National Park » (voir la liste des auteurs).

- (de) Cet article est partiellement ou en totalité issu de l’article de Wikipédia en allemand intitulé « Nationalpark Harz » (voir la liste des auteurs).